# Kakadu ognistoczuba

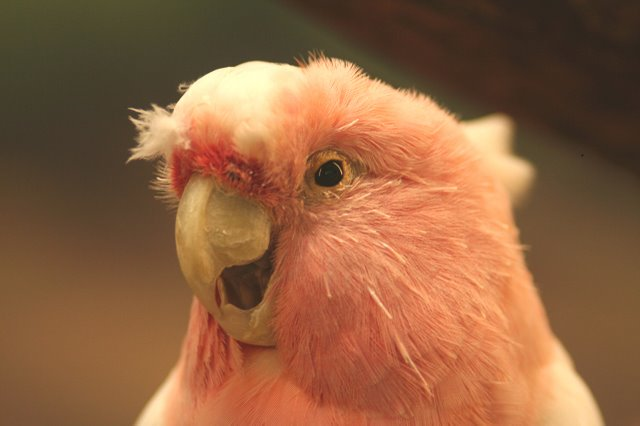
Najstarsza żyjąca w niewoli kakadu ognistoczuba, nosząca imię Cookie

Kakadu ognistoczuba (Cacatua leadbeateri) – gatunek średniej wielkości ptaka z rodziny kakaduowatych (Cacatuidae). Występuje w Australii. Niezagrożona wyginięciem.

## Systematyka
Kakadu ognistoczuba zwykle umieszczana jest w rodzaju Cacatua. Międzynarodowy Komitet Ornitologiczny (IOC) wydziela ją do monotypowego rodzaju Lophochroa. Wyróżnia dwa podgatunki: C. l. mollis i C. l. leadbeateri.

## Nazewnictwo
Nazwa gatunkowa leadbeateri upamiętnia Benjamina Leadbeatera, brytyjskiego naturalistę, ornitologia oraz taksydermistę. Przez Aborygenów zamieszkujących górskie tereny zachodniej Australii była nazywana Jak-kul-yak-kul, zaś osadnicy mieszkający przy Swan River nazywali ją Pink Cockatoo; inna angielska nazwa to Leadbeater’s Cockatoo.

## Morfologia
Wierzch głowy, grzbiet, skrzydła, ogon i pokrywy podogonowe białe. Czoło, boki głowy, szyja, pierś oraz brzuch różowe, najjaśniejszy odcień na bokach ciała oraz u nasady sterówek. Pióra czuba u nasady cynobrowe, w środku długości przebiega przez nie żółty pas lub plama, na końcu białe. Dziób o barwie rogu. Nogi i stopy ciemnoszare. Dookoła oka naga, szara skóra. Tęczówki brązowe. Samicę wyróżnia jedynie mniej intensywna barwa upierzenia. U przedstawicieli podgatunku mollis nie jest obecna barwa żółta w czubie.
Całkowita długość ciała około 40,6 cm, w tym dzioba 3,3 cm i ogona 16 cm; skrzydło 27,9 cm, skok 2,4 cm.

## Zasięg występowania
Kakadu ognistoczuba zasiedla według podgatunku:
- C. l. mollis (Mathews, 1912) – centralna i południowo-zachodnia Australia
- C. l. leadbeateri (Vigors, 1831) – wschodnio-centralna Australia

Preferuje tereny suche lub półsuche z zadrzewieniami drzew z rodzajów Callitris, Allocasuarina i Eucalyptus. Omija tereny bliskie morza, lecz chętnie przebywa w nadrzecznych zaroślach eukaliptusów.

## Zachowanie
Terytorium wynosi około 2 km². W trakcie sezonu lęgowego żyjąca na nim para nie dopuszcza innych osobników, lecz poza nim grupy tych ptaków przebywają razem niezależnie od terytoriów. Jedna grupa kakadu ognistoczubych liczy 10 do 50 osobników, większe stada formują się w otoczeniu dużych źródeł pożywienia. Poza okresem lęgowym stada tych ptaków wspólnie nocują. Pożywienie stanowią głównie ziarna przedstawicieli dyniowatych określanych w języku angielskim wspólnym mianem melon i nasiona sosen; prócz tego zjada inną materię roślinną, nasiona traw i bezkręgowce znalezione w szczelinach gałęzi.

## Lęgi
Okres lęgowy trwa od sierpnia do października. Gniazdo mieści się w dziupli. Może być używane przez kilka lat z rzędu przez tę samą parę. Wyściółkę stanowią wióry drewniane. Gniazda oddalone są od siebie o 1–2 kilometry. Samica składa 2–5 jaj w odstępach 2–3 dniowych. Mają wymiary około 40,0 × 29,5 mm. Inkubacja trwa 23–24 dni, wysiadują oba ptaki z pary. Młode pozostają w gnieździe około dwóch miesięcy, po kolejnym są w pełni opierzone, lecz przebywają w grupie rodzinnej i są nadal karmione przez rodziców.
Kakadu ognistoczuba nazwana Cookie, mieszkająca w Brookfield Zoo, w czerwcu 2013 skończyła 80 lat.

## Status
Międzynarodowa Unia Ochrony Przyrody (IUCN) uznaje kakadu ognistoczubą za gatunek najmniejszej troski (LC – least concern). Całkowita liczebność populacji nie została dokładnie oszacowana, lecz jest uznawana za dużą; liczebność podgatunku nominatywnego ocenia się na około 50 tysięcy osobników, podgatunek mollis również jest liczny. Trend liczebności populacji uznaje się za stabilny. Do głównych zagrożeń dla gatunku należy utrata siedlisk oraz odłów i wybieranie zawartości gniazd przez ludzi.